# Joanna Wołosz
Joanna Wołosz, född 7 april 1990 i Sosnowiec i Polen, är en polsk volleybollspelare (passare).
Wołosz har på klubbnivå nått framgångar med framförallt Chemik Police och Imoco Volley. Hon har blivit nationell mästare med bägge och vunnit CEV Champions League med den senare. Hon har under lång tid spelat med Polens landslag. Hon har vi flera tillfällen (som t.ex. vid CEV Champions League 2017–2018 och Världsmästerskapet i volleyboll för klubblag 2019 och 2021) utsetts till bästa passare. Hon utsågs till mest värdefulla spelare i serie A1 2017/2018 och italienska cupen 2019–2020.